# Wetar

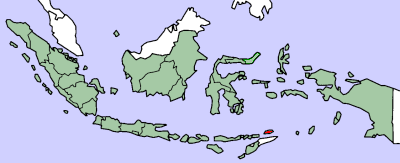
Localização da ilha de Wetar na Indonésia

A ilha de Wetar pertence à província indonésia de Maluku  e é a maior das ilhas de Barat Daya (literalmente "ilhas do sudoeste").
Embora seja considerada parte das ilhas Molucas, Wetar fica a leste das Pequenas Ilhas de Sunda, que incluem também as ilhas de Alor e Timor, esta última separada por apenas 56 km de Wetar pelo estreito que leva seu nome (Estreito de Wetar). A oeste, junto ao Estreito de Ombai, fica a ilha de Alor. Já a sudoeste a ilhota de Liran e, mais além, a pequenina ilha timorense de Ataúro. A norte fica o Mar de Banda e a leste Romang e Damer, as duas outras principais ilhas das Ilhas de Barat Daya.
As principais cidades em Wetar são Lioppa, no noroeste, Ilwaki no sul, Wasiri no norte, Masapun no leste, e Arwala no nordeste, todas conectadas por estradas.